# Marc-Éric Gueï
Marc-Éric Gueï (Kontrou, 28 luglio 1980) è un ex calciatore ivoriano, di ruolo attaccante.

## Carriera

### Club
Durante la sua carriera ha giocato con varie squadre di club, tra cui principalmente il Montpellier.

### Nazionale
Conta una presenza con la nazionale ivoriana.

## Palmarès

### Club

#### Competizioni nazionali
- Campionato ivoriano: 1

ASEC Mimosas: 1998